# Ibisser
Ibisser (Threskiornithidae) er en familie af fugle i ordenen Pelecaniformes. De findes i store dele af verden, og de fleste arter lever i vådområder, men der er også arter i tørre åbne områder og i skovområder. De er alle mellemstore til ret store fugle med et langt, lige og flat næb (skestorkene) eller et langt buet næb (ibisser). Man mente tidligere at de to grupper, som er lette at kende fra hinanden, udgjorde hver deres underfamilie i ibis-familien, men DNA-undersøgelser har vist, at en sådan opdeling ikke er mulig (nogle ibis-slægter er nærmere beslægtet med skestorke end med andre ibis-slægter).
I Danmark yngler én art, den europæiske skestork, som kun har været regelmæssig i landet siden 1996. Desuden forekommer sort ibis, en art som er vidt udbredt i varmere lande, også som en sjælden besøgende i Danmark, og et par forsøgte at yngle i 2016 (det slog fejl); man forventer dog, at den på grund af de stigende temperaturer og den ekspanderende population i Sydeuropa også med tiden vil etablere sig i Danmark. To øvrige arter fra familien forekommer i Europa: Den sjældne eremitibis fra Syd- og Mellemeuropa som kun overlevede på grund af et intensivt bevaringsprogram (den uddøde i kontinentet, men blev genetableret ved hjælp af individer ynglet i zoologiske haver), og hellig ibis, som er hjemmehørende i Afrika og blev anset for at være hellig i det gamle Egypten, men i senere årtier er nogle sluppet fri i Europa, hvor arten nu har etableret populationer i sydlige og vestlige dele af kontinentet og anses for at være invasiv.

## Arter
- Slægt Threskiornis
  - Hellig ibis, Threskiornis aethiopicus
  - Madagaskaribis, Threskiornis bernieri
  - Réunionibis, Threskiornis solitarius (Uddød)
  - Indisk ibis, Threskiornis melanocephalus
  - Australsk ibis, Threskiornis molucca
  - Stråhalset ibis, Threskiornis spinicollis
- Slægt Pseudibis
  - Rødkronet ibis, Pseudibis papillosa
  - Hvidskuldret ibis, Pseudibis davisoni
  - Kæmpeibis, Pseudibis gigantea
- Slægt Platalea (Skestorke)
  - Skestork, Platalea leucorodia
  - Lille skestork, Platalea minor
  - Afrikansk skestork, Platalea alba
  - Australsk skestork, Platalea regia
  - Gulnæbbet skestork, Platalea flavipes
  - Rosaskestork, Platalea ajaja eller Ajaia ajaja
- Slægt Geronticus
  - Eremitibis, Geronticus eremita
  - Kapibis, Geronticus calvus
- Slægt Nipponia
  - Japansk ibis, Nipponia nippon
- Slægt Bostrychia
  - Olivenibis, Bostrychia olivacea
  - São Tomé-ibis, Bostrychia bocagei
  - Plettet ibis, Bostrychia rara
  - Hadadaibis, Bostrychia hagedash
  - Lappet ibis, Bostrychia carunculata
- Slægt Theristicus
  - Blygrå ibis, Theristicus caerulescens
  - Brilleibis, Theristicus melanopis
  - Brunnakket ibis, Theristicus caudatus
  - Andesibis, Theristicus branickii
- Slægt Cercibis
  - Spidshalet ibis, Cercibis oxycerca
- Slægt Mesembrinibis
  - Grøn ibis, Mesembrinibis cayennensis
- Slægt Phimosus
  - Brun ibis, Phimosus infuscatus
- Slægt Eudocimus
  - Hvid ibis, Eudocimus albus
  - Rød ibis, Eudocimus ruber
- Slægt Plegadis
  - Sort ibis, Plegadis falcinellus
  - Hvidmasket ibis, Plegadis chihi
  - Punaibis, Plegadis ridgwayi
- Slægt Lophotibis
  - Mankeibis, Lophotibis cristata